# 铜井镇 (南京市)
铜井镇为江苏省南京市江宁区曾经下辖的镇，位于苏皖交界处，与马鞍山市区只有二十分钟车程。该镇为江宁滨江开发区的一部分，将规划建设万吨级港口码头，南京地铁八号线也将延伸到该镇。
2006年，原江宁街道办事处管理区域与原铜井镇管辖区域合并设立新的江宁街道办事处。
1. ↑  . 江苏省人民政府. 2006-02-22  [2025-06-27].